# هیدروکسید تالیم (III)
هیدروکسید تالیم (III) (به انگلیسی: Thallium(III) hydroxide) با فرمول شیمیایی TlH
۳O
۳ یک ترکیب شیمیایی با شناسه پاب‌کم ۲۰۴۶۶۴۴۱ است. که جرم مولی آن ۲۵۵٫۴۰۵۳ g/mol می‌باشد. 